# Breeding-Nunatak
Der Breeding-Nunatak ist ein isolierter Nunatak im westantarktischen Marie-Byrd-Land. In den Ford Ranges ragt er 16 km nordöstlich der Allegheny Mountains auf.
Der United States Geological Survey kartierte ihn anhand eigener Vermessungen und Luftaufnahmen der United States Navy aus den Jahren von 1959 bis 1965. Das Advisory Committee on Antarctic Names benannte den Nunatak nach George H. Breeding, Lagerverwalter auf der Byrd-Station im Jahr 1967.